# Luz Blanco
José Luz Blanco Zamora (1801-1862) fue un abogado, político y presidente de la Corte Suprema de Justicia de Costa Rica de 1836 a 1839, de 1841 a 1842 y de 1845 a 1846.
Nació en San José, provincia de Costa Rica, y fue bautizado el 21 de mayo de 1801. Sus padres fueron José Rafael Blanco y Castro e Ildefonsa Zamora y Elizondo. Se graduó de Bachiller en leyes.
Fue diputado suplente por San José de 1828 a 1833 en el Congreso federal de Centro América, y en 1833 fue elegido como Magistrado de la Corte Superior de Justicia. A fines de 1836 le correspondió hacerse cargo interinamente de la presidencia de la Corte, por haberla abandonado el titular José Simeón Guerrero de Arcos. En 1837 fue designado como presidente en propiedad, cargo que ocupó hasta 1839, cuando se eligió una nueva Corte.
En mayo de 1841 fue elegido presidente de la Cámara Judicial, para la cual también fueron nombrados como magistrados los señores Pedro César y Urroz, Domingo González, José Manuel Segreda y Ramón Gómez, y como relatores fiscales Joaquín Bernardo Calvo Rosales y Rafael Ramírez Hidalgo. La Corte dejó de funcionar como consecuencia del ascenso al poder del general Francisco Morazán Quesada y en todo caso los nombramientos de los Magistrados elegidos en 1841 fueron anulados el 5 de agosto de 1842 por la Asamblea Constituyente convocada por el gobierno de Morazán. 
En noviembre de 1844 fue elegido nuevamente Magistrado y se le designó para presidir la Corte que se instaló en enero de 1845. Ejerció la presidencia del alto tribunal hasta agosto de 1846, cuando se designó como Presidente a Eusebio Prieto y Ruiz. De agosto de 1846 a mayo de 1847 fue Magistrado.
Fue miembro de la primera Junta de Caridad de San José (1845). Como coronel del ejército participó en la campaña del río San Juan contra los filibusteros de William Walker en 1857.
Murió en San José en 1862.